# Władcy Chorwacji

## Wczesne średniowiecze

### KsiążętaKsięstwa Dolnopanońskiego(Chorwacji Posawskiej lub Panońskiej)
| Okres panowania       | Imię władcy | Wizerunek | Rodzice | Informacje dodatkowe                                        |
| --------------------- | ----------- | --------- | ------- | ----------------------------------------------------------- |
| ok. 810 – 823         | Ljudevit    |           | N/N     | Zginął po upadku powstania Słowiańskiego przeciwko Frankom. |
| ok. 829 – ok. 838     | Ratimir     |           | N/N     |                                                             |
| ok. 880 – ok. 897/898 | Braslav     |           | N/N     | Ostatni znany władca Księstwa Dolnopanońskiego.             |

### KsiążętaChorwacji Dalmatyńskiej
| Okres panowania                          | Imię władcy                                    | Wizerunek | Rodzice      | Informacje dodatkowe |
| ---------------------------------------- | ---------------------------------------------- | --------- | ------------ | --- |
| II poł VIII w./ początek IX w.           | Wyszesław (Višeslav)                           |           | N/N          | Władca znany jedynie z inskrypcji na tzw. Chrzcielnicy Wyszesława. Nie jest pewne kiedy ani nad jakim ludem i terytorium panował.             |
| II poł. VIII w./początek IX w. – 820/821 | Borna                                          |           | N/N          | Pierwszy potwierdzony źródłowo książę Chorwacji Dalmatyńskiej.                                                                                |
| ok. 820 – ok. 835                        | Władysław (Vladislav)                          |           | N/N          | Najprawdopodobniej bratanek Borny. |
| ok. 835/839 – ok. 845/852                | Misław (Mislav)                                |           | N/N          | |
| Trpimirowicze                            |                                                |           |              | |
| ok. 845/852 – ok. 864                    | Trpimir I                                      |           | N/N          | Założyciel dynastii Trpimirowiczów. Pierwszy władca mianujący się tytułem księcia Chorwatów (łac. Chroatorum dux).                            |
| 864 – 864                                | Zdesław (Zdeslav)                              |           | Trpimir I, ? | Usunięty z tronu przez Domagoja. |
| Domagojewicze                            |                                                |           |              | |
| 864 – ok. 876                            | Domagoj                                        |           | N/N          | Protoplasta dynastii Domagojewiczów; władca z plemienia Neretwian.                                                                            |
| ok. 876 – 878                            | Nieznany z imienia syn Domagoja (zwany Ilijko) |           | Domagoj, ?   | |
| Trpimirowicze                            |                                                |           |              | |
| 878 – 879                                | Zdesław (Zdeslav)                              |           | Trpimir I, ? | Przywrócony. |
| Domagojewicze                            |                                                |           |              | |
| 879 – ok. 888/892                        | Branimir                                       |           | N/N          | |
| Trpimirowicze                            |                                                |           |              | |
| ok. 888/892 – ok. 910/914                | Muncimir (Mutimir)                             |           | Trpimir I, ? | Młodszy brat Zdesława. |
| ok. 910/914 – ok. 928/930                | Tomisław (Tomislav)                            |           | N/N          | Chorwacka tradycja uznaje go za pierwszego króla i władcę całego, zjednoczonego terytorium chorwackiego, jednak brak na to dowodów naukowych. |

## Królestwo Chorwacji(925–1102)
| Okres panowania                | Imię władcy                               | Wizerunek     | Rodzice                              | Informacje dodatkowe |
| Trpimirowicze                  | Trpimirowicze                             | Trpimirowicze | Trpimirowicze                        | Trpimirowicze |
| ------------------------------ | ----------------------------------------- | ------------- | ------------------------------------ | --- |
| ok. 910/914 – ok. 928/930      | Tomisław (Tomislav)                       |               | N/N                                  | |
| ok. 925 – ok. 935              | Trpimir II                                |               | N/N                                  | |
| ok. 935 – 945                  | Krzesimir I (Krešimir I)                  |               | Trpimir II (?), ?                    | Nie ma pewności, czy pomiędzy Krzesimirem I i jego poprzednikami z dynastii Trpimirowiczów istniały więzy krwi. Być może dał on początek nowej dynastii – Krzesimirowiczów.                                                       |
| 945 – 949                      | Mirosław (Miroslav)                       |               | Krzesimir I, ?                       | |
| 949 – 969                      | Michał Krzesimir II (Mihajlo Krešimir II) |               | Krzesimir I, ?                       | Pierwszy władca Chorwacji noszący chrześcijańskie imię; brat Mirosława. |
| 969 – 997                      | Stefan Držislav                           |               | Michał Krzesimir II, Helena z Zadaru | |
| ok. 997 – ok. 1000             | Świętosław Suronja (Svetoslav Suronja)    |               | Stefan Držislav, ?                   | Niektórzy historycy uznają jego syna, Stefana, za protoplastę linii bocznej dynastii Trpimirowiczów – Svetoslaviciów. Najstarszy z trzech synów Stefana Držislava (obok Krzesimira III i Gojsława I). Został obalony przez braci. |
| ok. 1000 – 1020                | Gojsław I (Gojslav I)                     |               | Stefan Držislav, ?                   | Rządził wspólnie z bratem Krzesimirem III. |
| ok. 1000 – 1030                | Krzesimir III (Krešimir III)              |               | Stefan Držislav, ?                   | |
| ok. 1030 – 1058                | Stefan I (Stjepan I)                      |               | Krzesimir III, ?                     | |
| ok. 1058 – ok. 1074            | Piotr Krzesimir IV (Petar Krešimir IV)    |               | Stefan I, ?                          | Brat Gojsława II. |
| 1075 – 1089                    | Dymitr Zwonimir (Dmitar Zvonimir)         |               | N/N                                  | Niektórzy historycy uznają go za jednego z potomków Świętosława Suronji i kontynuatora linii Svetoslaviciów. |
| 1089 – 1090                    | Stefan II (Stjepan II)                    |               | Gojsław II, ?                        | Ostatni przedstawiciel dynastii Trpimirowiczów. |
| Svačiciowie/Snačiciowie        |                                           |               |                                      | |
| ok. 1093 – prawdopodobnie 1097 | Piotr Svačić/Snačić (Petar Svačić/Snačić) |               | N/N                                  | Ostatni władca Królestwa Chorwacji o nieznanym pochodzeniu; zginął walcząc przeciwko Węgrom. |

## Unia z Węgrami (1102–1918)
Od 1097/1102 Królestwo Chorwacji połączono unią z Królestwem Węgier. Trwała ona do upadku Austro-Węgier w 1918 r.
Władcę w Chorwacji reprezentował ban (wicekról).

## Niepodległe Państwo Chorwackie(1941–1943)

### Dynastiasabaudzka
| #  | Imię                  |          | Lata życia         | Lata życia                    | Czas rządów  | Czas rządów   | Rodzice                                    |
| #  | Imię                  | Urodzony | Zmarł              | Od                            | Do           |               | Rodzice                                    |
| -- | --------------------- | -------- | ------------------ | ----------------------------- | ------------ | ------------- | ------------------------------------------ |
| 16 | Tomisław II Sabaudzki |          | 9 marca 1900 Turyn | 29 stycznia 1948 Buenos Aires | 18 maja 1941 | 31 lipca 1943 | Emanuel Filiberto d’Aosta Helena Orleańska |